# Podgajek (gmina)
Podgajek (od 1870 Przytyk) – dawna gmina wiejska istniejąca do 1870 roku w guberni radomskiej. Siedzibą władz gminy był Podgajek.
Gminę zbiorową Podgajek utworzono 13 stycznia 1867 w związku z reformą administracyjną Królestwa Polskiego. Gmina weszła w skład nowego powiatu radomskiego w guberni radomskiej.
13 stycznia 1870 gmina została zniesiona w związku z przyłączeniem do niej zniesionego miasta Przytyk i jednoczesnym przemianowaniem jednostki na gminę Przytyk.